# Кернер, Хэл
Хэл Кернер (англ. Hal Koerner); род. 23 января 1976 в Моргантауне, Западная Виргиния) американский бегун на длинные дистанции, специализирующийся на ультрамарафоне. Он является владельцем спортивного магазина Rogue Valley Runners, расположенного в горном городке Ашленд (Орегон). Кернер - один из участников документального фильма "Нерушимый: Вестерн Стейтс 100" режиссера JB Benna. 

## Победы
- Javelina Jundred, 2013[4]
- Хардрок 100, 2012[5][6]
- Javelina Jundred, 2011[7]
- Canadian Death Race, 2010[8]
- Вестерн Стейтс, 2009[9]
- Анджелес Крест 100, 2008
- Вестерн Стейтс, 2007[10][11]
- Анджелес Крест 100, 2006
- Беар 100, 1999-2003